# Ruth Elias
Ruth Elias (Ostrava, 6. listopada 1922. – 11. listopada 2008.) bila je Židovka koja je rođena kao Ruth Huppert u Moravskoj Ostravi 6. listopada 1922., preživjela koncentracijski logor Auschwitz. Nakon njemačke okupacije Čehoslovačke, poslana je u geto Theresienstadt, a zatim KL Auschwitz gdje je preživjela eksperimente dr. Mengelea. Nakon toga je otišla u Izrael gdje je napisala memoar, Triumph of Hope (»Trijumf nade«). Preminula je 11. listopada 2008. u 86. godini.

## Dokumentarci
- Heike Tauch: »Wann reden, wann schweigen. Ein Besuch bei Ruth und Kurt Elias in Beth Jitzchak«, Deutschlandfunk 2007., 50 min
- Claude Lanzmann: Shoah: Four Sisters

## Daljnje čitanje
- Ruth Elias. 1999. Triumph of Hope: From Theresienstadt and Auschwitz to Israel. Wiley. ISBN 9780471350613